# 淄博礦業
山东能源淄博矿业集团有限责任公司，簡稱山东能源淄博矿业集团、山东能源淄博矿业，以及淄博矿业（英語：Shandong Energy Zibo Kuang Ye Group Company Limited），於1953年由當時国家煤炭部安排成立，名為前身「淄博礦務局」，之後於2010年12月，和另外5家礦業，也就是由龍口礦業、棗莊矿业、新汶矿业、肥城矿业，以及臨沂礦業安排組成「山東能源集團有限公司」，也就是由山東省政府批准於2011年3月21日組成而設，自此成為旗下公司。
現時業務在國內經營生產及銷售各種煤炭產品、建工建材、物流服务等，而總部位於山东省淄博市振兴南路369号，而董事長和總經理為張壽利。

## 連結
＊zbky.shandong-energy.com （页面存档备份，存于）